# Capasa pyrrhularia
Capasa pyrrhularia là một loài bướm đêm trong họ Geometridae.